# Епархия Арраса

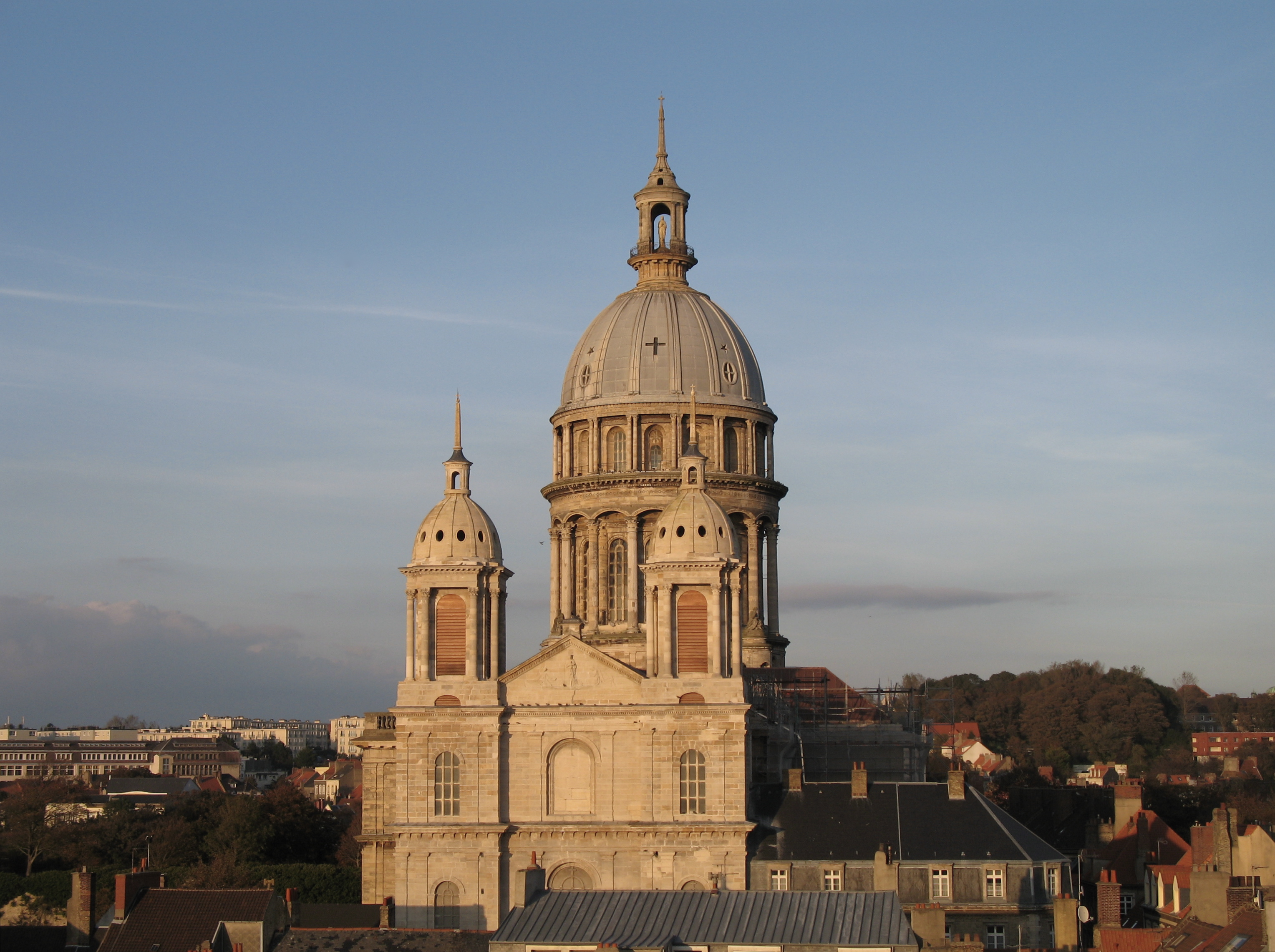
Собор Нотр Дам де Булонь, Булонь-сюр-Мер

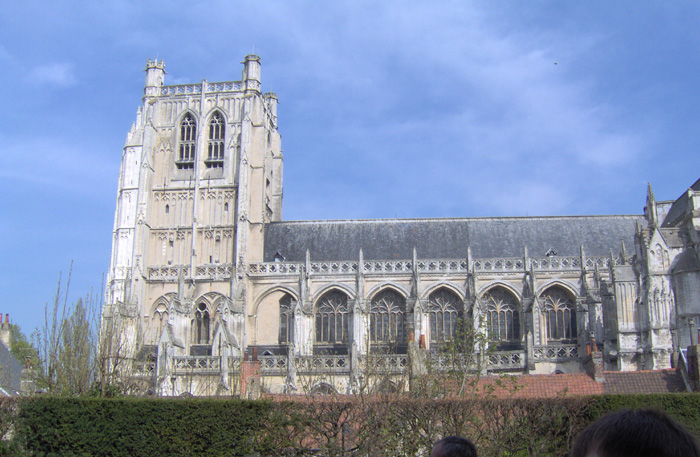
Собор Нотр Дам де Миракль, Сент-Омер

Епархия Арраса (лат. Dioecesis Atrebatensis (-Bononiena-Audomarensis), фр. Diocèse d'Arras) — епархия в составе архиепархии-митрополии Лилля Римско-католической церкви во Франции. В настоящее время епархией управляет епископ Жан-Поль-Морис Жажер.
Клир епархии включает 370 священников (319 епархиальных и 51 монашествующих священников), 32 диакона, 65 монахов, 463 монахинь.
Адрес епархии: 4 Rue des Fours, B.P. 137, 62003 Arras CEDEX, France.

## Территория
В юрисдикцию епархии входит 102 прихода в департаменте Па-де-Кале во Франции.
Все приходы объединены в 10 деканатов.
Кафедра епископа находится в городе Аррас в церкви Нотр Дам де Аррас и Святого Гастона. В городах Булонь-сюр-Мер и Сент-Омер находятся бывшие соборы; оба освящены в честь Пресвятой Девы Марии.

## История
Кафедра Арраса была основана в ранний период истории Церкви. Первым известным по имени епископом епархии был святой Гастон, занимавший кафедру в первой половине VI века. Вначале епархия Арраса была епископством-суффраганством архиепархии Реймса.
При епископе святом Гуэри на рубеже VI—VII веков кафедры Аррас и Камбре были объединены. Эта уния длилась до 23 марта 1094 года, когда обе кафедры были отделены друг от друга, буллой Liquet sanctorum canonum Папы Урбана II.
12 мая 1559 года епархия Арраса вошла в состав церковной провинции архиепархии Камбре.
После конкордата 1801 года буллой Qui Christi Domini Папы Пия VII от 29 ноября 1801 года епархии Булони и Сент-Омера были упразднены; вся территория первой и часть второй упразднённых епархий вошли в состав епархии Арраса, границы которой, таким образом, совпали с административными границами департамента Па-де-Кале.
23 ноября 1853 года к титулу епископу Арраса были присоединены титулы епископа Булони и епископа Сент-Омера.
30 марта 2008 года епархия Арраса вошла в состав митрополии Лилля.

## Ординарии епархии
| - Святой Гастон (500 — 540); - Святой Доминик (упоминается в 540); - Святой Виндисьен (712); - Святой Адульф (728); - Святой Жан (879); - Кафедра объединена с кафедрой Камбре (VI век — 1093); - Ламбер (10.07.1093 — 17.05.1115); - Робер I (1115 — 1131); - Альвиз (1131 — 1148); - Годескаль (1150 — 1161); - Андре де Пари (1161 — 1173); - Робер II (1173 — 1174); - Фремоль (1174 — 1183); - Пьер I (1184 — 1203); - Рауль де Нёвей (1203 — 26.03.1221); - Понс (1221 — 1231); - Ассон (1231 — 27.03.1245); - Фюрси (1245 — 01.04.1247); - Жак де Динан (04.10.1247 — 17.04.1259); - Пьер де Нойон (1259 — 05.09.1280); - Гийом д'Изи (15.06.1282 — 23.09.1293); - Жан Лемуан (1293 — 18.09.1294); - Джерардо (Жерар) Пикалотти (28.03.1295 — после 18.02.1316) — доминиканец; - Бернар Руа (24.11.1316 — 1320); - Пьер де Шаппе (29.11.1320 — 21.05.1326) — назначен епископом Шартра; - Жан дю Плесси-Пастэ (21.05.1326 — 23.12.1327) — назначен епископом Шартра; - Тьерри де Эриссон (27.01.1328 — 1328); - Пьер Роже де Бофор-Тюрень (03.12.1328 — 24.11.1329) — назначен архиепископом Санса, позднее избран Папой под именем Климента VI; - Андре Гини де Мальпиги (18.12.1329 — 12.09.1334) — назначен епископом Турнея; - Жан Мандевилен (12.09.1334 — 15.02.1339) — назначен епископом Шалона; - Пьер Бертран (15.03.1339 — 19.05.1344); - Жан Гальван (28.02.1344 — 1348); - Эмери де Бофор (13.06.1348 — 06.10.1361); - Жерар де Денвий (17.11.1361 — 11.10.1368) — назначен епископом Теруанна; - Адемар Робер (11.10.1368 — 1370) — назначен епископом Теруанна; - Этьен I (1370 — 1371); - Юг Феди (06.06.1371 — 1372); - Пьер Мазюер (21.07.1374 — 1391); - Жан (1391 — 1392) — избранный епископ; - Жан Канар (06.09.1392 — 07.10.1407); - Мартен Поре (24.11.1407 — 06.09.1426) — доминиканец; - Юг де Кайо (16.12.1426 — 13.01.1438; - Квентен Менар (1438 — 23.09.1439) — назначен архиепископом Безансона; - Фортигер де Плезанс (23.09.1439 — 21.02.1453); - Жайме де Коимбра (23.03.1453 — 30.04.1453) — назначен архиепископом Лиссабона; - Дени де Монморенси (1453); - Жан Жюффруа (30.04.1453 — 10.12.1462) — бенедиктинец, назначен архиепископом Альби; - Пьер де Раншикур (17.04.1463 — 26.08.1499); - Жан Граве (1499 — 1500); - Антуан д'Aльбон (13.01.1500 — 1501) — бенедиктинец; | - Николя Ле Рюистр (16.02.1502 — 05.11.1509); - Франсуа де Мелэн (15.07.1510 — 26.11.1516) — назначен епископом Теруанна; - Филипп де Люксембур (26.11.1516 — 10.03.1518); - Пьер Аккольти (10.03.1518 — 10.04.1523) — апостольский администратор; - Эсташ де Круа (08.09.1523 — 03.10.1538); - Антуан Перрено де Гранвела (29.11.1538 — 10.03.1561) — назначен архиепископом Мехелена; - Франсуа Ришардо (10.03.1561 — 26.07.1574); - Матье Муляр (24.05.1577 — 11.07.1600) — бенедиктинец; - Жан дю Плуак (10.09.1601 — 01.07.1602); - Жан Ришардо (30.04.1603 — 17.08.1609) — назначен архиепископом Камбре; - Герман Оттенберг (24.11.1610 — 23.05.1626); - Поль Будо (08.02.1627 — 11.11.1635); - Николя Дюффиф (1636 — 21.10.1651) — избранный епископ; - Жан-Пьер Камю (1651 — 26.04.1652) — избранный епископ; - Этьен Моро (03.09.1668 — 09.01.1670); - Ги де Сев де Рошешуар (28.07.1670 — 27.12.1724); - Франсуа де Бальон де Ля Саль (16.12.1726 — 14.03.1752); - Жан де Бонгиз (25.09.1752 — 28.02.1769); - Луи-Франсуа-Марк-Илер де Конзье (21.08.1769 — 17.12.1804); - Юг-Робер-Жан-Шарль де Латур д'Овернь-Лораге (06.05.1802 — 20.07.1851); - Пьер-Луи Паризи (05.09.1851 — 05.03.1866); - Жан-Батист-Жозеф Лекетт (22.06.1866 — 13.06.1882); - Гийом-Рене Меньян (25.09.1882 — 24.03.1884) — назначен архиепископом Тура; - Дезире-Жозеф Деннель (13.11.1884 — 28.10.1891); - Альфред-Казимир-Алексис Вийез (11.07.1892 — 25.01.1911); - Эмиль-Луи-Корней Лоббедэ (05.05.1911 — 24.12.1916); - Эжен-Луи-Эрнест Жюльен (22.03.1917 — 14.03.1930); - Анри-Эдуар Дютуа (23.12.1930 — 11.09.1945); - Виктор-Жан Перрен (03.11.1945 — 26.11.1961); - Жерар-Морис-Эжен Юиг (15.12.1961 — 25.09.1984); - Анри-Франсуа-мари-Пьер Деруэ (10.10.1985 — 12.08.1998); - Жан-Поль-Морис Жажер (с 12 августа 1998 года — по настоящее время). |  |

## Статистика
На конец 2006 года из 1 439 697 человек, проживающих на территории епархии, католиками являлись 1 102 567 человек, что соответствует 76,6 % от общего числа населения епархии.
| год  | население | население | население | священники | священники        | священники         | священники                           | постоянные диаконы | монахи  | монахи  | приходы |
| год  | католики  | всего     | %         | всего      | белое духовенство | черное духовенство | число католиков на одного священника | постоянные диаконы | мужчины | женщины | приходы |
| ---- | --------- | --------- | --------- | ---------- | ----------------- | ------------------ | ------------------------------------ | ------------------ | ------- | ------- | ------- |
| 1950 | ?         | 1.168.545 | ?         | 1.226      | 1.142             | 84                 | ?                                    |                    | 125     | 1.900   | 831     |
| 1959 | 1.142.150 | 1.276.833 | 89,5      | 1.247      | 1.143             | 104                | 915                                  |                    | 199     | 1.693   | 1.037   |
| 1970 | ?         | 1.397.159 | ?         | 904        | 859               | 45                 | ?                                    |                    | 230     | 1.407   | 1.020   |
| 1980 | 1.204.000 | 1.421.000 | 84,7      | 891        | 788               | 103                | 1.351                                |                    | 148     | 1.202   | 1.025   |
| 1990 | 1.195.000 | 1.425.000 | 83,9      | 693        | 603               | 90                 | 1.724                                | 7                  | 127     | 912     | 1.043   |
| 1999 | 1.113.000 | 1.454.000 | 76,5      | 487        | 425               | 62                 | 2.285                                | 17                 | 82      | 708     | 576     |
| 2000 | 1.103.000 | 1.441.568 | 76,5      | 491        | 430               | 61                 | 2.246                                | 21                 | 81      | 652     | 556     |
| 2001 | 1.102.000 | 1.440.382 | 76,5      | 491        | 432               | 59                 | 2.244                                | 23                 | 74      | 633     | 556     |
| 2002 | 1.103.000 | 1.441.568 | 76,5      | 447        | 387               | 60                 | 2.467                                | 27                 | 73      | 610     | 518     |
| 2003 | 1.104.000 | 1.441.568 | 76,6      | 420        | 368               | 52                 | 2.628                                | 28                 | 65      | 528     | 518     |
| 2004 | 1.104.000 | 1.441.568 | 76,6      | 403        | 346               | 57                 | 2.739                                | 28                 | 69      | 486     | 567     |
| 2006 | 1.102.567 | 1.439.697 | 76,6      | 370        | 319               | 51                 | 2.979                                | 32                 | 65      | 463     | 102     |